# Villa Wolf (Zwickau)

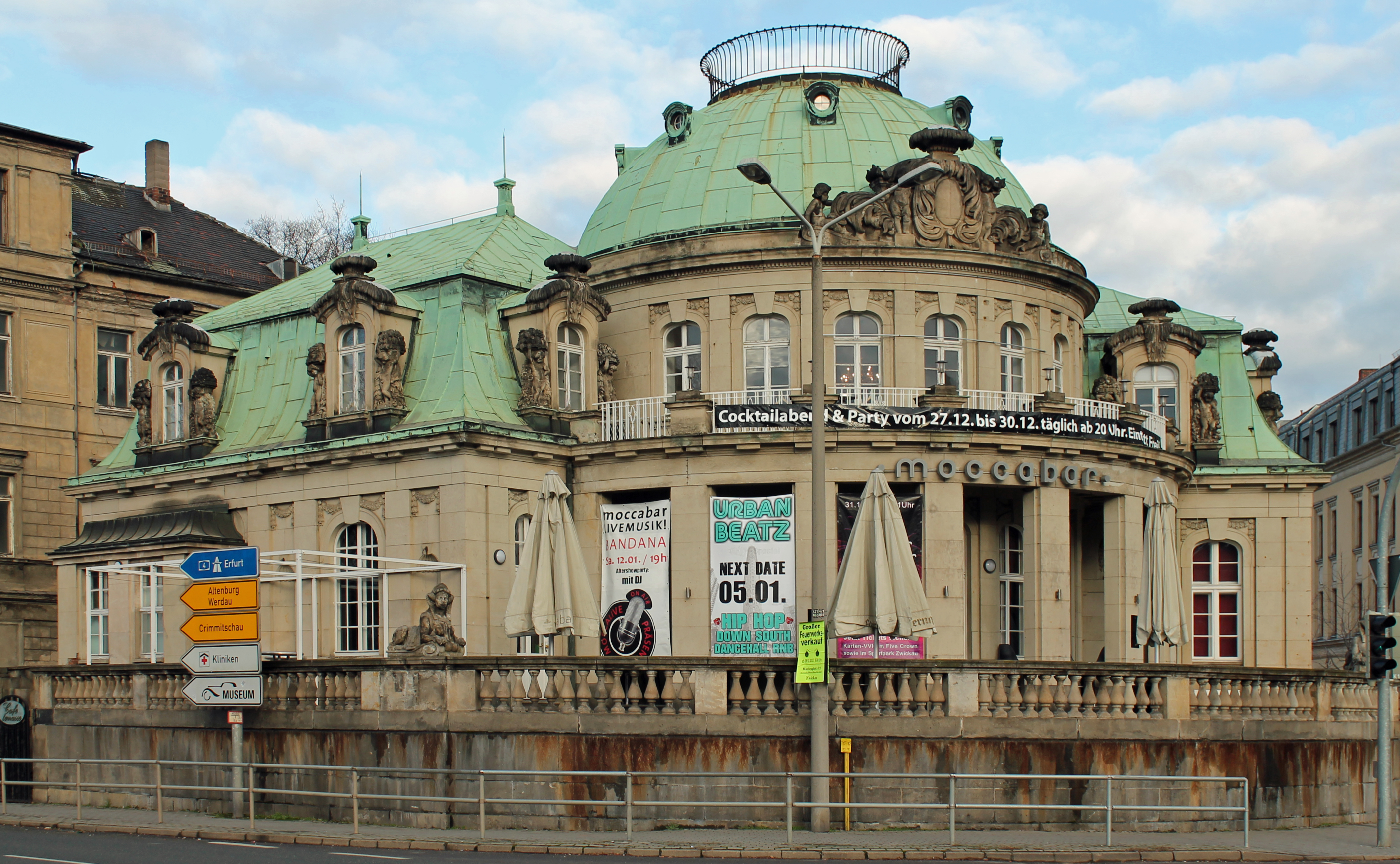
Villa Wolf, 2013

Die Villa Wolf erhebt sich unmittelbar vor dem Stadtzentrum der westsächsischen Stadt Zwickau. Als repräsentatives Wohnhaus der Unternehmerfamilie Wolf erbaut, wurde die Villa später zur populären Mokkabar. Heute steht das Haus unter Denkmalschutz und ist ein Ort für unterschiedliche gesellschaftliche Veranstaltungen.

## Geschichte
Die Geschichte des in Zwickau auch unter der Bezeichnung Wolfsche Villa bekannten Hauses ist sehr wechselvoll. Das repräsentative großbürgerliche Wohnhaus wurde von 1910 bis 1911 nach den Entwürfen des Zwickauer Architekten Johannes Zimmermann erbaut. Auftraggeber und Bauherr war Paul Wolf, der Sohn des Zwickauer Unternehmers Carl Wolf, der die explosionssichere Grubenlampe erfand und Mitbegründer des Zwickauer Unternehmens Friemann & Wolf war. Er ließ die bis dahin an gleicher Stelle befindliche Hasslinger-Villa abreißen, um hier seine Villa Wolf zu errichten. Bis 1945 wurde die Villa als Wohnhaus genutzt. 1954 wurde die Familie durch die SED enteignet und das Haus bis 1960 als Gewerbebau genutzt, in den u. a. eine Schildmalerei einzog. Nach einem Umbau wurde die Villa 1960 als „Mokka-Milch-Bar“ zur HO-Gaststätte. Wegen des besonderen Ambientes, stilvoller Tanzabende und der zentralen Lage wurde das Haus trotz gehobenen Preisniveaus ein beliebter Treffpunkt für die Zwickauer Jugend. 1989 wurde die „Mokka-Milch-Bar“ zunächst geschlossen, bis 1994 in privater Regie weitergeführt und dann an die Erben von Paul Wolf rückübertragen.
Im darauf folgenden Jahr öffnete Bernhard Götz, der Besitzer der Zwickauer Diskothek „Nachtwerk“, die Moccabar als Geschäftsführer. Die Bar sollte speziell das jüngere Publikum anziehen. Schon bald wurde die „Mocc“ zum Treffpunkt in Zwickau. 2004 wurde die Bar jedoch geschlossen. Anschließend versuchte ein Leipziger Bauunternehmer die Weiterführung des Hauses, gab aber zwei Jahre später ebenfalls auf. Nach umfangreichem Umbau durch das Architektenbüro „aboa“ wurde die Einrichtung im November 2007 wieder als Moccabar eröffnet.

## Baustil und Besonderheiten
Entwurf und Gestaltung der Villa Wolf gingen aus einem beschränkten Architekturwettbewerb hervor. Die architektonische Gestaltung des Gebäudes erregte die Aufmerksamkeit der Fachwelt. In der Deutschen Bauzeitung erschien 1913 ein Artikel über den Prachtbau aus Sandstein, in dem unter anderem die Gruppierung der Baumassen gewürdigt wurde. Die Architektur der heute unter Denkmalschutz stehenden Villa wurde dem Barock nachempfunden und daher als Bauwerk des Neobarock eingestuft. Wegen seiner Architektur als Kuppelbau und der dazugehörigen Außenanlage gehört das in unmittelbarer Zentrumsnähe gelegene Gebäude zu den repräsentativsten Villen in Sachsen.
Zu den baulichen Besonderheiten des Gebäudes gehört das Sockelgeschoss, das anstelle eines üblichen Kellergeschosses angelegt wurde. Unterschiedliche Fußbodenhöhen nehmen den Eingangsbereich auf. Dadurch wurden Nebenräume geschaffen, die als Hausmeisterwohnung und technische Räume genutzt werden können. Die Wohn- und Schlafräume der Familie Wolf erstreckten sich über eine Gesamtfläche von ca. 540 m² im Erd- und Obergeschoss. Außerdem waren in den mehr als 20 Räumen noch Salon, Speisezimmer, Wintergarten, Ankleidezimmer, Zimmer für die Kinder und ihre Erzieherinnen sowie Gästezimmer und Räume für das Dienstpersonal untergebracht. Unter der Kuppel befand sich der Frühstückssalon. Französische Fenster mit reichlichen Verzierungen sowie die beiden auf der Grenzmauer befindlichen Sandstein-Sphinxe ziehen die Aufmerksamkeit auf sich.

## Heutige Nutzung
Die Villa Wolf knüpft an die Tradition der Tanzveranstaltungen zu DDR-Zeiten an und bietet besonders für gehobene private Veranstaltungen ein stilvolles Ambiente. Die Villa Wolf kann für jeden Anlass gemietet werden. In der Moccabar finden regelmäßig Tanzveranstaltungen oder modische Events statt.